# Defacement
Defacement ou deface, como é conhecido popularmente, é um termo de origem inglesa para o ato de modificar ou danificar a superfície ou aparência de algum objeto.  Na segurança da informação, é usado para categorizar os ataques realizados por defacers para modificar a página de um site na Internet.
Geralmente os ataques têm cunho político, objetivando disseminar uma mensagem do autor do ataque para os frequentadores do site alvo. Esses ataques podem também ter cunho pessoal, transformando-se em uma espécie de troféu para o autor — um prêmio pela sua capacidade de penetrar na segurança de um determinado sistema.
O ato pode ser analogamente comparado à pichação de muros e paredes. O autor do defacement geralmente é referenciado como defacer ou também pichador. Na maioria dos ataques os defacers deixam uma assinatura para serem reconhecidos em grupos ou na internet.